# 알렉산드르 즈베레프 (테니스 선수)
알렉산드르 미하일로비치 즈베레프(러시아어: Алекса́ндр Миха́йлович Зве́рев, 1960년 1월 22일~)는 러시아의 테니스 선수, 지도자이다. 1979년부터 1987년까지 소련 데이비스 컵 대표팀 선수로 활동했으며 은퇴 후 독일로 이주하여 테니스 지도자로 활동하고 있다.
러시아의 테니스 선수, 지도자 이리나 즈베레바의 남편이며 독일의 프로 테니스 선수 미샤 츠베레프와 알렉산더 츠베레프의 아버지이다.

## 선수 경력
소치에서 태어난 즈베레프는 1979년 소련 데이비스 컵 대표팀의 선수로 발탁되면서 프로 테니스 선수 경력을 시작했다. 그 해 8월 그리스와의 1980년 데이비스 컵 유럽 지역 예선 경기에서 니콜라오스 칼로예로풀로스를 꺾으면서 프로 데뷔전을 가졌다.
1983년 7월 캐나다 에드먼턴에서 열린 1983년 하계 유니버시아드 남자 테니스 단식에서 동메달을 획득했고 1984년 8월에는 폴란드 인민공화국 카토비체에서 열린 프렌드십 게임에 참가했다. 그는 단식에서 대표팀 동료인 바딤 보리소프를 꺾고 금메달을 획득했고 세르게이 레오뉴크와 함께 복식 은메달을 획득했다. 이후 1985년 8월 일본 고베에서 열린 1985년 하계 유니버시아드에 참가했으며 단식에서 루마니아 사회주의 공화국의 플로린 세거르차누를 꺾고 금메달을 획득했고 또한 복식 경기에서도 레오뉴크와 함께 금메달을 획득했다. 이듬해인 1986년 7월 그는 모스크바에서 열린 1986년 굿윌 게임에 참가했고 레오뉴크와 함께 테니스 복식에서 체코슬로바키아의 카렐 노바체크와 마리안 바이다 조를 꺾고 금메달을 획득했다.
즈베레프는 테니스 선수 경력에서 그랜드 슬램 대회에 총 3번 출전했다. 그는 1985년 오스트레일리아 오픈 본선에 참가했으나 1회전에서 미국의 팀 윌키슨에게 패배했다. 1986년 윔블던 선수권 대회 예선에서 미국의 팀 마요트를 1회전에서 만났고 마요트에게 스트레이트 세트로 패배했다. 그는 1986년 프랑스 오픈에서 스베틀라나 파르호멘코와 함께 혼합 복식에 참가했다.
즈베레프는 주로 ATP 챌린저 투어에서 활동했고 그는 당시 상위 50위 안에 드는 선수들이었던 안드레이 체스노코프와 얀 군나르손을 상대로 승리를 거두었다. 그러나 그는 1985년 그랑프리 선수권 대회인 제네바 오픈에서 2회전에 진출하지 못했다.
1987년 자신의 마지막 데이비스 컵에 출전한 뒤 프로 선수 경력을 마감했고 데이비스 컵에서 총 36개의 3세트 경기에 출전해 18승을 획득했다. 승리한 경기들 중에는 당시 테니스 복식 세계 랭킹 1위였던 체코슬로바키아의 선수 리보르 피메크와 토마시 슈미트를 상대로 승리한 복식 경기가 있었다.
그는 소련 테니스 선수권 대회 남자 단식 부문에서 총 3회 우승했고 남자 복식 부문에서 총 4번 우승했다.

## 개인사
알렉산드르는 소련의 테니스 선수였던 이리나 즈베레바와 결혼했고 이들은 1991년 러시아에서 독일로 이주했다. 이들에게는 미샤 츠베레프, 알렉산더 츠베레프 두 아들들이 있고 아들들 모두 프로 테니스 선수로 활동하고 있다. 츠베레프 형제들은 제1국적으로 부모의 국적 러시아가 아닌 독일을 선택했다.